# Chalcoecia emessa
Chalcoecia emessa är en fjärilsart som beskrevs av Druce 1889. Chalcoecia emessa ingår i släktet Chalcoecia och familjen nattflyn. Inga underarter finns listade i Catalogue of Life.